# Antônio Furlan
Antônio Paulo de Oliveira Furlan (San José, 9 de julho de 1973) é um médico e político brasileiro-costarriquenho filiado ao Movimento Democrático Brasileiro (MDB).

## Biografia
Filho de um engenheiro agrônomo paulista, seu pai viajou para Costa Rica para fazer mestrado. 
Costarriquenho de nascimento, Antônio Furlan se mudou com 10 meses para Belém, onde cresceu e se formou em medicina pela Universidade Federal do Pará e fez residência médica em cirurgia cardiovascular na Real e Benemérita Associação Portuguesa de Beneficência.
Viajou para o Amapá a convite, onde montou uma empresa de cirurgia cardiovascular.

## Carreira Política
Nas eleições 2010 concorreu a deputado estadual pelo PTB tendo conseguido 5.135 votos (1,58% dos votos válidos)não eleito ,  mas sendo angariado a posição de suplente partidário.. Em 2013, com a morte do deputado estadual Ocivaldo Serique Gato (Gatinho), Furlan assume a vaga do parlamentar..
Nas eleições de 2014 concorreu novamente a deputado estadual pelo PTB, conseguindo 8.947 votos (2,39% dos votos válidos) e sendo eleito pelo quociente partidário.
Nas eleições de 2018 concorreu a reeleição para deputado estadual pelo PTB, angariando 7.512 votos (2,15% dos votos válidos) e acabou eleito pelo quociente partidário novamente.
Concorreu nas eleições de 2020 a prefeito de Macapá, ganhando as eleições no segundo turno contra Josiel Alcolumbre (irmão do senador Davi Alcolumbre e 1º Suplente de seu irmão).
Em 2024, Furlan é reeleito prefeito em primeiro turno, com cerca de 85,05% dos votos, sendo essa a maior votação obtida por um prefeito eleito em todo o Brasil nessas eleições.

## Desempenho eleitoral
| Ano  | Eleição             | Partido   | Cargo             | Votos   | %                 | Resultado | Ref   |
| ---- | ------------------- | --------- | ----------------- | ------- | ----------------- | --------- | ----- |
| 2010 | Estaduais no Amapá  | PTB       | Deputado estadual | 5.135   | 1,59%             | Suplente  | [ 5 ] |
| 2014 | Estaduais no Amapá  | PTB       | Deputado estadual | 8.947   | 2,28%             | Eleito    | [ 6 ] |
| 2018 | Estaduais no Amapá  | PTB       | Deputado estadual | 7.512   | 1,97%             | Eleito    | [ 7 ] |
| 2020 | Municipal de Macapá | Cidadania | Prefeito          | 32.369  | 16,03% (1º Turno) | Eleito    | [ 8 ] |
| 2020 | Municipal de Macapá | Cidadania | Prefeito          | 101.091 | 55,67% (2º Turno) |           | [ 8 ] |
| 2024 | Municipal de Macapá | MDB       | Prefeito          | 204.291 | 85,08%            | Eleito    | [ 9 ] |